# کاغه
کاغه، روستایی از توابع بخش سیلاخور دورود در استان لرستان ایران است.

## جمعیت
این روستا در دهستان سیلاخور قرار دارد و براساس سرشماری مرکز آمار ایران در سال ۱۳۸۵، جمعیت آن ۸۵۹ نفر (۲۰۳خانوار) بوده‌است.